# Kostka von Postupitz

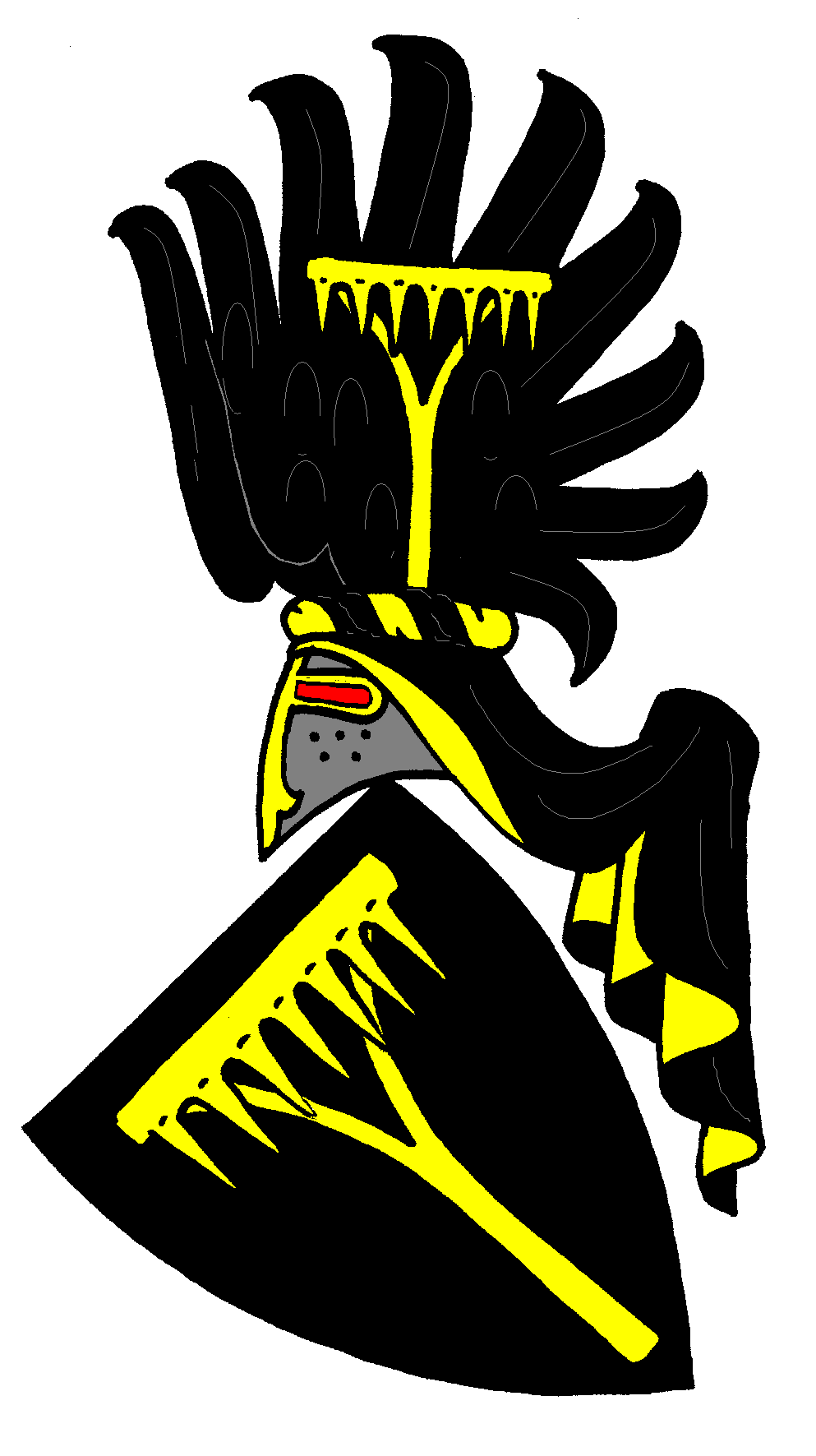
Stammwappen der Kostka von Postupitz

Die Kostka von Postupitz (frühere Schreibweise Kostka von Postupicz; tschechisch Kostka z Postupic, auch Kostkové z Postupic) ist ein erloschenes böhmisches Uradelsgeschlecht mit einer Stammesverwandtschaft zu den Osek von Riesenburg und den Hrabischitz. Sie führten als gemeinsames Wappen einen aufrecht gestellten Rechen, oben mit sieben Zinken. Seit Ende des 14. Jahrhunderts nannten sich die Kostka nach dem Stammsitz Postupice bei Beneschau im Mittelböhmen von Postupitz und sind mit Zdeněk Kostka von Postupitz, der auch als Zdeněk von Křemenice bezeichnet wird, für die Jahre 1379–1401 urkundlich nachweisbar. Mit ihm beginnt die ununterbrochene Stammesreihe.

## Wappen
Stammwappen: In Schwarz ein aufrecht gestellter goldener Rechen, oben mit sieben Zinken. Auf dem Helm mit schwarzgoldenem gewundenem Bund und schwarz-goldenen Decken ein mit einem Rechen belegter schwarzer geschlossener Flug.
Freiherrliches Wappen: In Blau der Rechen; auf dem gekrönten Helm mit blau-goldenen Decken ein rechtsgerichteter natürlicher Wolfskopf mit ausgeschlagener roter Zunge.

## Geschichte
Zdeněk (Zdenko) d. J. Kostka von Postupitz zählte im Jahr 1414 zum Ritterstand. Sein zu politischer Macht und Reichtum gelangter Sohn Wilhelm (Vilém) Freiherr Kostka von Postupitz wurde vollberechtigtes Mitglied des böhmischen Herrenstandes. Dessen vier Söhne errichteten um 1440 ein Familienstatut mit Primogenitur-Erbfolge und Annahme des Titels: Regierer des Hauses Kostka von Postupitz für den Chef des Hauses. Das Geschlecht nahm in der ältesten böhmischen Herrenstandsordnung vom Jahr 1501 den 24. Rang ein.
Das Adelsgeschlecht der Kostka von Postupitz war u. a. verwandt mit den Wartenberg, Dauba, Martinic, Pernstein und dem Münsterberger Zweig der Herren von Podiebrad.
Mit dem Tod des Oberstmünzmeisters und Hauptmann des Chrudimer Kreises Bohuslaw Kostka von Postupitz (Bohuše) erlosch das Geschlecht 1557 im Mannesstamme.

## Stammfolge
- Zdeněk (Zdenko) I. d. Ä. Kostka von Postupitz (auch Zdeněk von Křemenice; 1379–1401); ⚭ Agnes von Pietichwost.
- Zdeněk (Zdenko) II. d. J. Kostka von Postupitz (1415–1448); ⚭ Anna z Myšlína; erwarb 1444 Zlenice (Zlenitz), Chrast und Myšlín.
- Wilhelm (Vilém) Kostka von Postupitz (1406–1436); ⚭ Elisabeth (Eliška) von Liblitz; bemächtigte sich 1420 der Ortschaft Gabel an der Adler; unterstützte zunächst die Hussiten, die ihn 1421 zum litauischen König Witold entsandten, dem er die böhmische Krone anbieten sollte. Für diese Verdienste erhielt er im selben Jahr die Herrschaft Mnichowitz. 1423 wurde er Unterkämmerer der Prager Einheit. 1431 beteiligte er sich an Verhandlungen mit dem böhmischen König Sigismund. 1433 gehörte er der böhmischen Delegation beim Konzil von Basel an, die dort vom 4. Januar bis 14. April die Basler Kompaktaten ausarbeitete, die auf einem Landtag im Juni 1433 beraten werden sollten.[1] 1434 wechselte er endgültig auf die Seite des Königs Sigismund, der ihn zum Landes-Unterkämmerer ernannte und ihn mit der Herrschaft Leitomischl belehnte, deren Ausdehnung dem 1421 untergegangenen Bistum Leitomischl entsprach. Im selben Jahr wurde Wilhelm in den böhmischen Freiherrenstand erhoben. Ebenfalls 1434 beteiligte er sich an der Schlacht von Lipan. Beim Feldzug gegen Königgrätz fand er 1436 bei Wysoka den Tod.[2] Nachkommen des Wilhelm von Postupitz und der Elisabeth von Liblitz:

1. Zdeněk (Zdenko) III. Kostka von Postupitz († 1468) auf Landsberg und Mährisch-Trübau, Hauptmann des altböhmischen Chrudimer Kreises, dann Obermünzmeister von Böhmen und ab 1467 Oberstburggraf von Prag; ⚭ I. Elisabeth von Martinic; ⚭ II. Agnes von Kauffungen.
  1. Zdeněk (Zdenko) IV.; † 1477 ohne Nachkommen.
2. Johann d. Ä. Kostka von Postupitz († 1486) auf Leitomischl, Landsberg und Brandeis an der Adler, Kreishauptmann des altböhmischen Chrudimer Kreises.
  1. Bohuslaw (Bohuš) Kostka von Postupitz († 29. Januar 1505) auf Leitomischl, Landsberg und Brandeis an der Adler, Oberstmünzmeister von Böhmen. Er gründete die Obere Stadt Leitomischl mit der Buchdruckerei „in Monte Oliveti“; ⚭ Beatrix, verwitwete von Plauen, geborene Švihovský von Riesenburg, Tochter des Oberstkämmerers Johann Freiherr Švihovský von Riesenburg und der Anna, Tochter des Ulrich Vavák von Neuhaus. Ihre ältere Tochter Anna († 1548), ehelichte 1508 den Freiherrn Johann von Pernstein, Pfandherr der Grafschaft Glatz, Landeshauptmann und Oberstkämmerer von Mähren; die jüngere Tochter Margarethe († 1534), auf Landskron, ehelichte den Freiherrn Adalbert von Pernstein, Obersthofmeister und Landeshauptmann von Böhmen, Bruder ihres Schwagers Johann von Pernstein.
3. Bohuslaw (Bohuš) Kostka von Postupitz († 1499); Hauptmann des Chrudimer Kreises; ⚭ Alena von Chlum.
  1. Zdeněk (Zdenko) V. Kostka von Postupitz († 1510) auf Podlažice bei Chrast und Koloděje, Kreishauptmann des Chrudimer Kreis; ⚭ Katharina von Wartenberg. Der Ehe entstammen fünf Kinder:
    1. Wilhelm Kostka von Postupitz († 1521); 1505 bis 1518 auf Koloděje und Chlumetz; ⚭ Agnes (Anežka z Tismic; † 1519), Tochter des Nikolaus Wrbik von Tirmitz und dessen Ehefrau Agnes von Stráž, einer Nebenlinie des witigonischen Zweiges der Herren von Neuhaus. Ihre Tochter Elisabeth (Eliška; † 1553), ehelichte in erster Ehe Herzog Georg II. von Münsterberg und Oels, der dem Münsterberger Zweig der Herren von Podiebrad entstammte; in zweiter Ehe vermählte sie sich mit Karl von Waldstein.
    2. Margarethe Kostka von Postupitz († 1559); ⚭ Heinrich Křinecký von Ronow (Jindřich Křinecký z Ronova).
    3. Zdeněk (Zdenko) VI. Kostka von Postupitz auf Leitomischl; † 1529 unverehelicht.
    4. Johann Kostka von Postupitz auf Leitomischl, Brandeis an der Adler und Nový hrad; † 1531 unverehelicht.
    5. Bohuslaw (Bohuš) Kostka von Postupitz († 1557), 8. und letzter Regierer des Hauses Kostka von Postupitz, auf Leitomischl, Brandeis an der Adler und Nový hrad; ⚭ I. Justina von Kunstadt († 1544); II. 1545/1546 Libussa Meziřicka von Lomnitz, verwitwete von Žerotín († 1559). Da Bohuslaw 1557 ohne Nachkommen verstarb, fiel sein Besitz durch Heimfall an die Krone Böhmen.
4. Albrecht Kostka von Postupitz († 1477), auf Prerau, Landvogt der Niederlausitz, dann Oberstmünzmeister und Oberstkämmerer von Böhmen; ⚭ Ludmilla von Krawarn auf Šternberk; deren Sohn Georg/Jiří Hrabiše Kostka von Postupitz auf Mährisch-Trübau verstarb 1491 ohne Nachkommen.